# Shake It Up: Live 2 Dance
Shake It Up: Live 2 Dance – druga ścieżka dźwiękowa Disney Channel do serialu telewizyjnego - Taniec rządzi. Został wydany 20 marca 2012. Singiel o nazwie "Up, Up and Away" (wykonywany przez zespół Blush) został wydany 14 lutego 2012.

## Lista utworów
1. „Whodunit” (Adam Hicks i Coco Jones) - 2:19
2. „TTYLXOX” (Bella Thorne) - 2:33
3. „Something to Dance For” (Zendaya) - 2:42
4. „Up, Up, and Away” (Blush) - 3:01
5. „Show Ya How” (Adam Irigoyen i Kenton Duty) - 2:21
6. „Make Your Mark” (Drew Ryan Scott) - 3:38
7. „Don't Push Me” (Coco Jones) - 2:40
8. „Turn It On” (Amber Lily) - 2:37
9. „Moves Like Magic” (Adam Trent) - 2:49
10. „Critical” (TKO i Nevermind) - 3:03
11. „Bring the Fire” (Ylwa) - 3:04
12. „Where's the Party” (Jenilee Reyes) - 2:57
13. „Surprise” (TKO, Nevermind i SOS) - 2:59
14. „Something to Dance For/TTYLXOX Mash-Up” (Zendaya i Bella Thorne) - 2:45
15. „Edge of the Mirror” (Emme Rose) - 2:48 (Edycja Deluxe)
16. „Total Access” (TKO, Nevermind i SOS) - 3:02 (Edycja Deluxe)
17. „The Star I R” (Caroline Sunshine) - 3:31
18. „Overtime” (Robyn Newman) - 3:27
19. „A Space in the Stars” (Drew Seeley) - 2:55

## Listy przebojów
| Lista (2012)                   | Najwyższa pozycja |
| ------------------------------ | ----------------- |
| Canadian Albums Chart          | 99                |
| U.S. Billboard 200             | 13                |
| U.S. Billboard Kid Albums      | 1                 |
| U.S. Billboard Top Soundtracks | 2                 |